# Lucio Filomeno
Lucio Alejo Filomeno (ur. 8 maja 1980 w Buenos Aires) – argentyński piłkarz występujący najczęściej na pozycji środkowego napastnika. Od 2011 roku zawodnik Atlético Rafaela. Posiada również obywatelstwo włoskie.

## Kariera klubowa
Filomeno dorastał w Haedo. Jest wychowankiem stołecznego drugoligowego zespołu Nueva Chicago. W 1998 roku wyjechał do Włoch, gdzie grał w rezerwach Udinese Calcio oraz Interu. W wieku 19 lat powrócił do ojczyzny i podpisał kontrakt z San Lorenzo de Almagro. W latach 2002–2004 występował w nowo powstałym meksykańskim klubie Jaguares de Chiapas z siedzibą w Tuxtla Gutiérrez. 3 sierpnia 2002 w przegranym 1:3 spotkaniu z Tigres UANL Filomeno strzelił pierwszą bramkę w historii klubu. Później występował w koreańskim Busan IPark i amerykańskim D.C. United, z którym zdobył trofeum MLS Supporters' Shield w 2006 roku. Niebawem powrócił na rok do Nueva Chicago, a w roku 2007 udał się do Grecji. Tutaj reprezentował barwy Asteras Tripolis i PAOK FC. W 2011 roku przeszedł do Atlético Rafaela.

## Kariera reprezentacyjna
Lucio Filomeno zanotował występy w kadrze Argentyny U-16 prowadzonej przez José Pekermana.